# NGC 2187
NGC 2187 è la designazione del New General Catalogue che si riferisce a una coppia di galassie a spirale situate nella costellazione del Dorado, a una distanza di circa 195 milioni di anni luce dalla nostra Via Lattea.

## Scoperta
La coppia di galassie è stata scoperta il 23 dicembre 1834 dall'astronomo britannico John Herschel.

## Descrizione
I dati riportati nella tabella a fianco sono quelli riferiti alla prima delle due galassie, catalogata PGC 18354. L'altro membro della coppia viene designato PGC 18355, anche se a volte viene indicato come NGC 2187A.